# رؤیا (فیلم ۲۰۲۰)
رؤیا (به پنجابی: Sufna) و (به انگلیسی: Dream) فیلمی هندی محصول سال ۲۰۲۰ و به کارگردانی جاگدیپ سیدو است. در این فیلم بازیگرانی همچون آمی ویرک، تانیا و جاگجیت ساندو ایفای نقش کرده‌اند.